# Simca 1000

Simca 1000 este o mașină de categorie mică produsă de constructorul francez de automobile Simca, din 1961 până în 1978. Până în 1950 Simca nu a construit alte mașini mici în afară de modelul Simca 6.

## Istoric
Originile modelului Simca 1000 nu se află în Franța, ci în Italia. Președintele-director general al Simca, Henri Pigozzi, s-a născut la Torino și l-a cunoscut pe fondatorul Fiat, Giovanni Agnelli, din 1922 până la moartea lui Agnelli în 1945. Fiat va rămâne deținătorul principal de acțiunilor Simca până în 1963. Pigozzi a rămas un vizitator constant la Fiat din Torino de-a lungul vastei operațiuni cât timp a fost în fruntea Simcăi.

## Construcție
Sedanul cu patru uși (lungime 3,80 m, lățime 1,49 m, patru uși, caroserie autoportabilă) a fost prezentat la Salonul Auto de la Paris în toamna anului 1961. Renault 8, care a apărut puțin mai târziu, era foarte asemănător cu Simca 1000 atât din punct de vedere tehnic, cât și din punct de vedere al formei. Caroseria cu aspect funcțional a oferit spațiu mai mare.

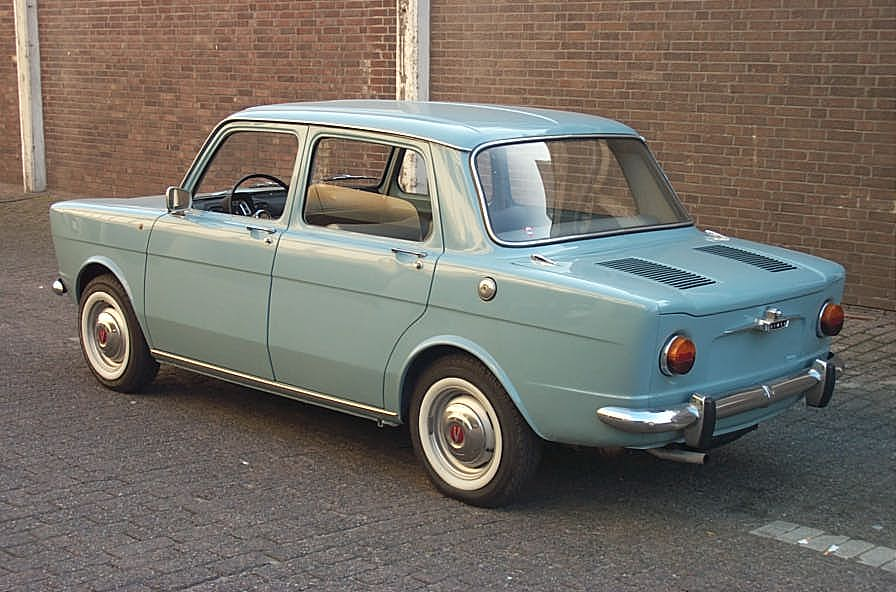
Simca 1000 - vedere din spate (1963)
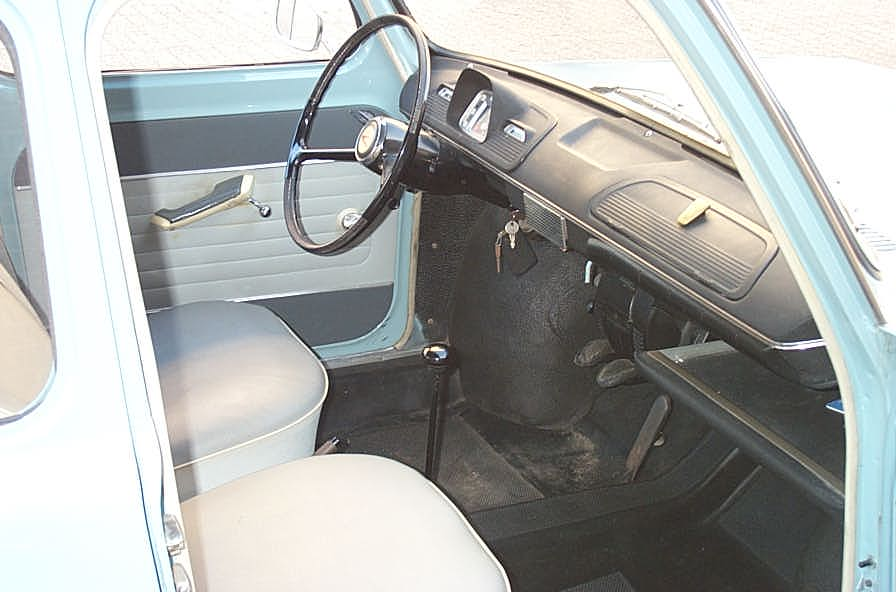
Simca 1000 - interior (1963)
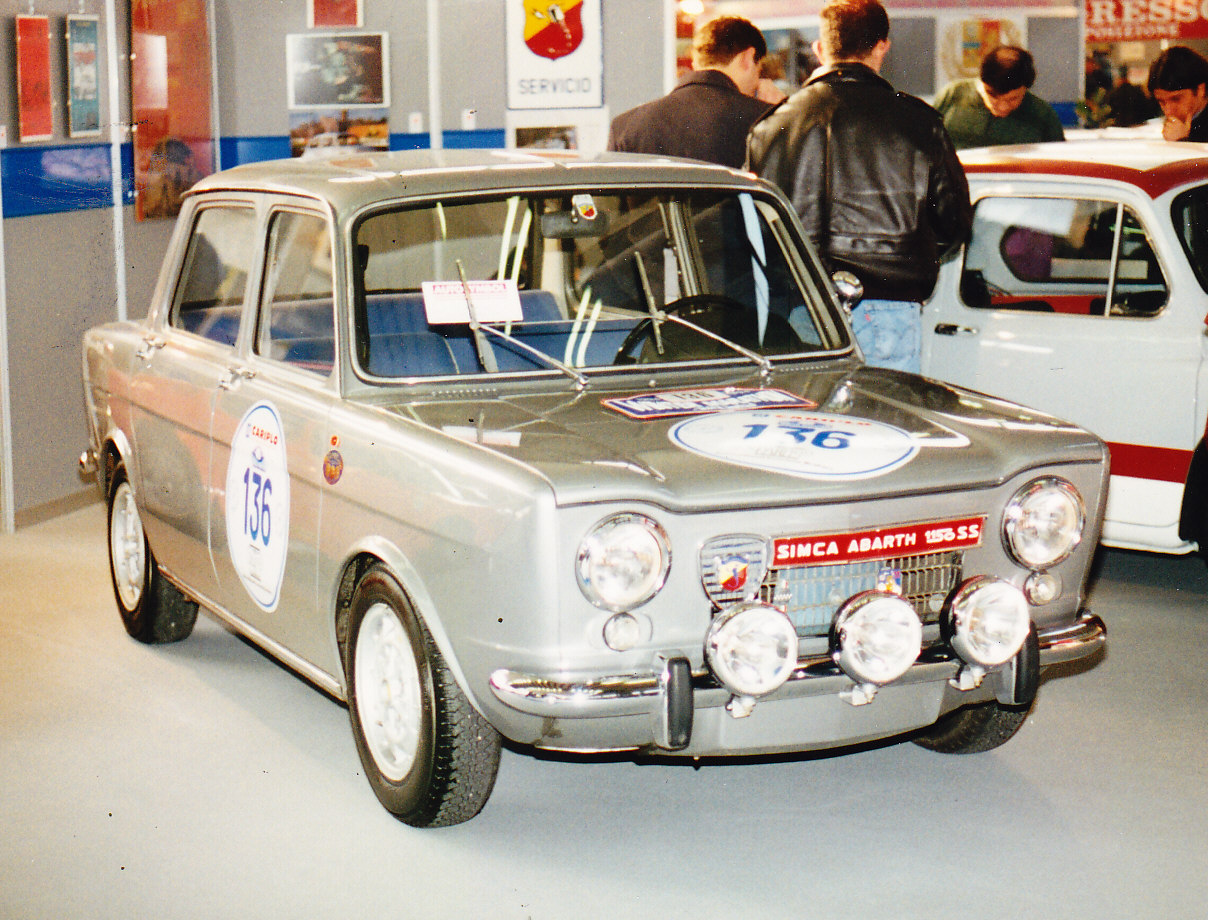
Abarth-Simca 1150 SS